# Lycée international de l'Est parisien
Le Lycée international de l'Est parisien (LIEP) est un lycée d'enseignement public, implanté sur les communes de Noisy-le-Grand et de Bry-sur-Marne, à cheval sur les départements de la Seine-Saint-Denis et du Val-de-Marne (ces deux départements appartiennent à la même académie de Créteil). Il est situé à environ 10 km de Paris sur la ligne du RER A. Il s'agit du premier lycée international de l'académie de Créteil et du treizième lycée international de France. Le LIEP a été inauguré le jeudi 1er septembre 2016 par Valérie Pécresse et la rectrice d'académie Béatrice Gille. Le taux de réussite de la première promotion d'élèves de terminale au baccalauréat 2019 est de 99,4 %. La promotion 2020 a obtenu un taux de réussite de 100 % au bac, avec 95,1 % de mentions. Tous les élèves ont passé le baccalauréat avec l'option OIB. Le LIEP a également ouvert à la rentrée 2019 une section Bachibac permettant aux élèves inscrits de passer en même temps, le baccalauréat français et espagnol. Le LIEP fait partie des « Lycées du monde » mis en place par l'Agence pour l'enseignement français à l'étranger (AEFE) et participe au dispositif de mobilité ADN (Alexandra-David-Néel).

## Historique
La décision de construire un établissement mettant l'accent sur le développement des langues étrangères, tout en offrant un enseignement général de haut niveau, a été prise au conseil régional d'Île-de-France en 2006. L'opération globale (coût de construction du lycée et aménagement des abords) est revenue à 53 millions d'euros. Le chantier a débuté en 2014 et s'est achevé fin juin 2016.

## Projet pédagogique: sections internationales extra-européennes
Le lycée international a ouvert à la rentrée 2016 et accueille actuellement 16 divisions et près de 600 élèves. Il propose quatre sections internationales : une section américaine, arabe, brésilienne et chinoise et une section binationale espagnole Bachibac. Le Collège international de Noisy-le-Grand, situé à quelques centaines de mètres, prépare les élèves aux mêmes séries internationales que celles dispensées au Lycée international de l'Est Parisien. La section binationale Bachibac n'est pas enseigné au collège international.
De nombreux professeurs étrangers locuteurs natifs sont invités dans le cadre de programmes d'échanges et enseignent au lycée international de l'Est parisien venant notamment du Brésil, des États-Unis et de Chine, d'Espagne. De plus, des projets pédagogiques sont menés avec des établissements partenaires dans de nombreux pays et notamment aux États-Unis, en Chine, au Maroc, en Tunisie et au Brésil, Espagne... Ils permettent ainsi aux élèves de travailler avec des élèves étrangers et d'effectuer des mobilités dans ces pays.

## Admissions
L’admission au lycée international de l’Est parisien s’effectue en premier lieu sur dossier. Les candidats retenus doivent ensuite passer une épreuve de langue écrite et une épreuve de langue orale. À l’issue de ces épreuves, une liste de candidats admis est définie par une commission académique. Ces épreuves ont été fortement modifiées durant la pandémie de Covid-19. 
Pour la nouvelle section Bachibac, il n'y a pas d'épreuves d'admission, mais une sélection sur dossier des élèves de 3ème postulants. 

## Organisation des cours
L'une des particularités du LIEP est que l'enseignement de la langue de section internationale (Langue vivante 1 (LV1) dans les autres établissements) dure 6h par semaine (heures de littérature en langue de section.) 
En plus des heures de langue de section, les élèves ont une partie de leurs cours d'histoire-géographie (ou de mathématiques pour la section chinoise) dispensée dans leur langue de section (+2h de DNL que dans un cycle normal) (DNL, Discipline Non Linguistique).

## Architecture
Le Lycée international de l'Est parisien a été conçu pour répondre à la démarche HQE (haute qualité environnementale) et est en projet pour répondre à la labellisation Bepos. Ce lycée est un lycée à « énergie zéro », c'est-à-dire qu'il ne consomme pas plus d'énergie qu'il n'en produit. Différents labels lui ont été attribués tels que le Label Effinergie Plus pour l’Internat, la certification NF bâtiment tertiaire. Le lycée est construit sur un parc de trois hectares et comprend un internat de 150 lits, un parcours sportif paysager ainsi qu'un terrain multisport et une salle de sport, mais aussi un restaurant (approvisionné par des produits issus de l’agriculture francilienne) et un amphithéâtre de 180 places. Construit sur les hauteurs de Bry-sur-Marne, et grâce aux nombreuses baies vitrées (caractéristiques du bâtiment), il laisse un aperçu sur les communes alentour ainsi que sur Paris.

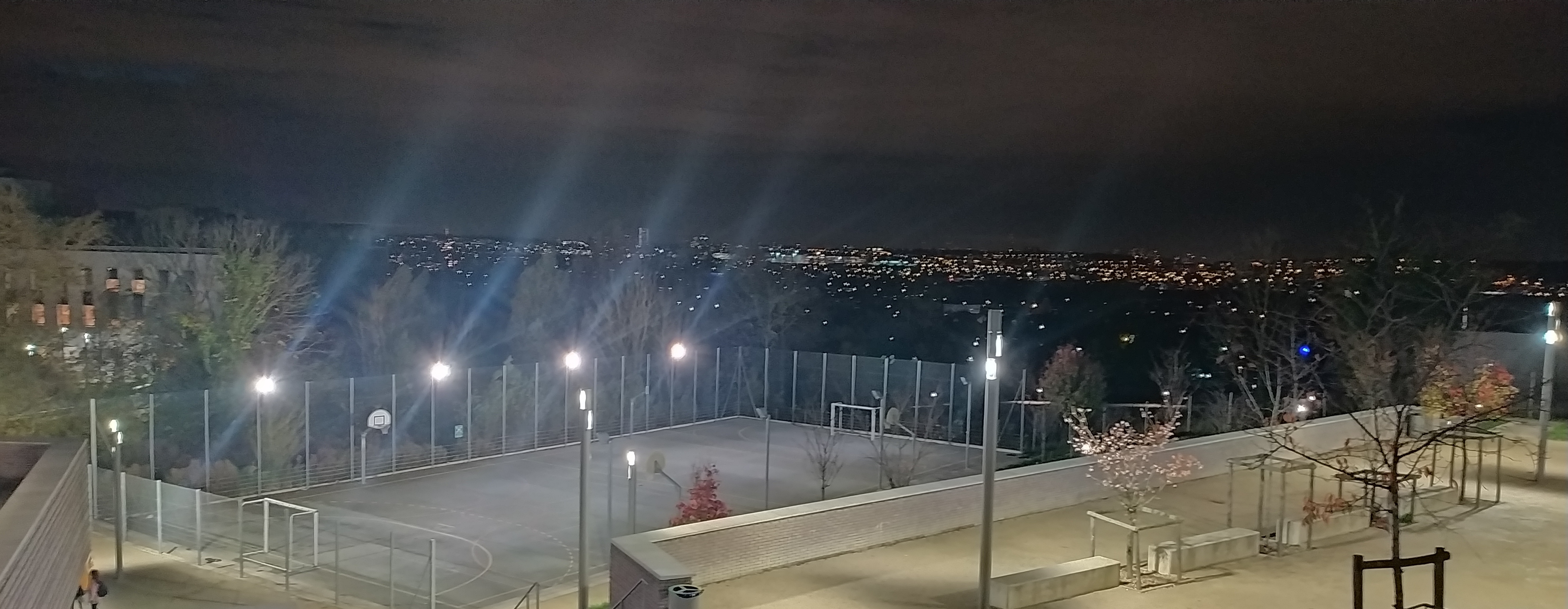
Vue de bassin parisien de nuit - Au milieu, terrain de sport du LIEP - A gauche, l'internat

Le projet innovant du cabinet d'architecture Atelier 2/3/4/ (Maître d'œuvre de l'opération) a permis au lycée d'être lauréat des ArchiDesignClub Award 2017 dans la catégorie Enseignement secondaire et supérieur.